# 美骨尾魚
美骨尾魚（学名：Gila pulchra）为輻鰭魚綱鯉形目雅羅魚科的其中一種，分布於中美洲墨西哥奇瓦瓦河流域，體長可達40公分，棲息在中底層水域。